# Новокрещенская контора
Новокрещенская контора — христианская миссия для коренных народов Поволжья (мордва, чуваши, черемисы, вотяки, татары), образованная в 1740 году.
Контора создавалась на основе появившейся в 1731 году Комиссии новокрещенских дел, во главе которой подвизался Алексий Раифский. Её центр располагался в Свияжске при местном православном монастыре. Миссия официально была учреждена по указу Анны Иоановны от 11 сентября. Главой миссии назначался архимандрит Дмитрий Сеченов, под началом которого первоначально состояло 5 человек (главный управитель, три проповедника, канцелярист). Для охраны миссии во время поездок государство выделяло солдат. Для нужд миссии строились церкви и учреждались церковно-приходские школы (Казань, Елабуга, Цивильск, Царевококшайск), которые нередко воспринимались как инструмент русификации. Для поощрения перехода в христианство новокрещенным обещалось освобождение от рекрутской повинности и премирование деньгами.
Деятельность Новокрещенской конторы способствовала русификции нерусских народов Нижегородской губернии. В 1747 году в одной Нижегородской епархии насчитывалось свыше 50 тыс. новокрещенных.
К 1753 году большинство чувашей и марийцев формально было крещено. В 1764 году Свияжская контора была упразднена, черемисы возвратились к язычеству. Наследником Новокрещенской конторы в XIX веке стало Братство святителя Гурия.